# باول واتسون (لاعب كرة سلة)
باول واتسون (30 ديسمبر 1994 في الولايات المتحدة - ) (بالإنجليزية: Paul Watson)‏ هو لاعب كرة سلة أمريكي في مركز مدافع مسدد الهدف.

## وصلات خارجية
- باول واتسون على موقع إن بي أي (الإنجليزية)
- باول واتسون على موقع سبورتس رفرنس (الإنجليزية)
- باول واتسون على موقع كرة السلة الأوروبية.كوم (الإنجليزية)
- باول واتسون على موقع إي إس بي إن.كوم (الإنجليزية)
- باول واتسون على موقع كلية كرة السلة في سبورتس رفرنس.كوم (الإنجليزية)
- باول واتسون على موقع ريلجم (الإنجليزية)
- باول واتسون على موقع بروبوليرز (الإنجليزية)
- باول واتسون على موقع سبورتس رفرنس (الإنجليزية)